# Кайиндинський сільський округ (Мугалжарський район)
Кайинди́нський сільський округ (каз. Қайыңды ауылдық округі, рос. Кайындинский сельский округ) — адміністративна одиниця у складі Мугалжарського району Актюбінської області Казахстану. Адміністративний центр — село Кайинди.
Населення — 1186 осіб (2021; 1274 у 2009, 1565 у 1999, 2110 у 1989).
Станом на 1989 рік існували Алтиндинська сільська рада (село Алтинди) та Каїндинська сільська рада (села Каїнди, Маяк, Новогоднє) Мугоджарського району.

## Склад
До складу округу входять такі населені пункти:
| Населений пункт | Колишні назви | Населення, осіб (1989) | Населення, осіб (1999) | Населення, осіб (2009) | Населення, осіб (2021) |
| --------------- | ------------- | ---------------------- | ---------------------- | ---------------------- | ---------------------- |
| Алтинди, село   | Юбілейний     | 559                    | 574                    | 551                    | 516                    |
| Кайинди, село   | Новогоднє     | 453                    | 991                    | 723                    | 670                    |
| --Каїнди, село  | -             | 933                    | -                      | -                      | -                      |
| Маяк, село      | -             | 165                    | -                      | -                      | -                      |